# Manuela Alcover i Lladó
Manuela Alcover i Lladó (Palma, 1936) és una historiadora de l'art mallorquina especialitzada amb el modernisme, iconografia i art dels segles XIX i XX. El 1958 es llicencià en filosofia i lletres en la secció d’història per la Universitat de Barcelona i el 1962 obtingué la càtedra de geografia i història d’institut de batxillerat i el títol de professora d’art d’escoles de belles arts (1965). Amplià coneixements sobre art en cursets a Salamanca i a Perusa.
Ha compaginat l’exercici de la docència amb la investigació i l’assaig. Ha tractat una temàtica diversa, en la qual predominen els temes relatius a l’art, especialment aquells referits a l’illa de Mallorca, com ara la pintura paisatgística de Mallorca; les diferències estilístiques en la versió d’un mateix paisatge segons els diferents pintors, estètiques i moviments, especialment dels modernistes catalans, i les reflexions i els comentaris dels intel·lectuals mallorquins sobre aquestes interpretacions. El 2023 fou guardonada pel Consell Insular de Mallorca amb la Medalla d'Honor i Gratitud de l'Illa de Mallorca.